# Plastic Ono Band
Plastic Ono Band è stato un gruppo musicale fondato da John Lennon e Yōko Ono, poco prima dello scioglimento ufficiale dei Beatles. Più che uno specifico gruppo di musicisti, la Plastic Ono Band era una sorta di "gruppo musicale virtuale", formato da John Lennon e Yoko Ono e da chiunque si trovasse, di volta in volta, a suonare con loro, ad eccezione del bassista Klaus Voormann, membro fisso della band.

## Storia

### 1968 - 1969
La relazione personale e artistica fra Lennon e Ono iniziò nel 1968, e portò alla realizzazione di due album sperimentali: Unfinished Music No.1 - Two Virgins (1968) e Unfinished Music No.2 - Life with the Lions (1969). In quell'anno, Lennon e Ono decisero che tutte le loro opere successive sarebbero andate sotto il nome "Plastic Ono Band", a prescindere da chi fosse stato a parteciparvi; il motto del gruppo, coerentemente, sarebbe stato: "YOU are the Plastic Ono Band" ("TU sei la Plastic Ono Band").
La prima pubblicazione della "Plastic Ono Band" fu il memorabile singolo Give Peace a Chance (luglio 1969), registrato in una stanza d'albergo a Montréal, con John e Yoko a letto e una folla di partecipanti a cantare i cori.
L'unico album a essere stato pubblicato con l'esatta dicitura "Plastic Ono Band" fu Live Peace in Toronto 1969, registrato durante il Toronto Rock and Roll Revival Festival, e la cui copertina fu ideata dall'artista Richard Hamilton, che in precedenza aveva creato quella del White Album dei Beatles. Alla Plastic Ono Band appartenevano in quella occasione Eric Clapton, Klaus Voorman al basso (un vecchio amico tedesco di Lennon, famoso per aver realizzato la copertina dell'album Revolver), Alan White alla batteria (in seguito batterista degli Yes), e l'ingegnere del suono Keith Spencer-Allen.
La stessa formazione incise il singolo Cold Turkey (1969), in cui Lennon raccontava la storia della sua disintossicazione dall'eroina e l'inferno delle crisi di astinenza.

### 1970 - 1975
Dal 1970, la "Plastic Ono Band" divenne un'entità ancora più virtuale, poiché lo stesso nome del gruppo iniziò ad apparire in molteplici variazioni. Il singolo Instant Karma! del 1970 fu pubblicato come "John Lennon with The Plastic Ono Band", e i primi due album solisti di John e Yoko portarono l'ambigua indicazione John Lennon/Plastic Ono Band e Yoko Ono/Plastic Ono Band, che rendeva piuttosto opinabile quale fosse il nome dell'autore e quale il titolo dell'opera. A partire dal 1971 gli album di Lennon iniziarono ad apparire a suo nome, sebbene la "Plastic Ono Band" fosse sempre citata, con variazioni occasionali ("The Plastic Ono Nuclear Band", "The Plastic U.F.Ono Band"). Il nome "Plastic Ono Band" apparve per l'ultima volta nella raccolta del 1975 Shaved Fish; il successivo (e ultimo) album di Lennon, Double Fantasy, riportava come autori "John Lennon & Yoko Ono".

### Revival(2009 - 2015)
Nel 2009, Yōko Ono pubblicò l'EP Don't Stop Me! e Between My Head and the Sky, e riportò l'idea della band per pubblicizzarli. La nuova formazione includeva Sean Lennon, Keigo Oyamada e Yuko Honda, oltre al ritorno di alcune vecchie conoscenze come Clapton e Voorman, e iniziarono a esibirsi dal vivo localmente.
Nel 2010 organizzarono il concerto "We are the Plastic Ono Band" dove suonarono con Kim Gordon, Thurston Moore, Bette Midler, Lady Gaga, Mark Ronson, Scissor Sisters, Harper Simon, Paul Simon e Gene Ween. Nel 2011 collaborano con The Flaming Lips al progetto The Flaming Lips with Yōko Ono/Plastic Ono Band e all'album Take Me to the Land of Hell.

## Origine del nome
La famiglia di Yoko Ono aveva una grande fabbrica di Plastica PET, per cui gli sembrò un segno di riconoscimento e gratitudine chiamare questa "band virtuale" The Plastic Ono Band".

## Discografia

### Album di inediti
- Unfinished Music No.1 - Two Virgins (1968)
- Unfinished Music No.2 - Life with the Lions (1969)
- John Lennon/Plastic Ono Band (1970)
- Yoko Ono/Plastic Ono Band (1970)
- Imagine (1971)
- Some Time in New York City (1972)
- Feeling the Space (1973)
- Take Me to the Land of Hell (2013)

### Raccolte
- Shaved Fish (1975)

### Album dal vivo
- Live Peace in Toronto 1969 (1969)

## Formazione (parziale)

### Fissa
- John Lennon - chitarra, pianoforte, voce (1968–1975)
- Yōko Ono - tastiera, voce (1968–1975)
- Klaus Voormann - basso (1969–1974)
- Jim Keltner - batteria (1971–1974)

### Altri membri
- Ringo Starr - batteria (1969–1970)
- Eric Clapton - chitarra (1969)
- Timothy Leary - cori (1969)
- Billy Preston - tastiera (1969–1971)
- Nicky Hopkins - pianoforte (1969–1974)
- Hugh McCracken - chitarra (1971)
- John Tchicai - sassofono (1971)
- Alan White - batteria (1969–1971)
- Leon Russell - tastiera (1973)
- Earl Slick - chitarra (1974)
- Phil Spector - pianoforte (1970–1971)
- George Harrison - chitarra (1969–1971)
- Frank Zappa - chitarra (1971)
- Don Preston - moog (1971)
- Tom Smothers - chitarra (1969)